# Конституция РСФСР 1978 года
Конституция РСФСР 1978 года — четвёртая конституция Российской Советской Федеративной Социалистической Республики.
Введена в действие Декларацией Верховного Совета РСФСР от 12 апреля 1978 года в порядке, установленном Законом РСФСР от 12 апреля 1978 года. Принята на внеочередной VII сессии Верховного Совета РСФСР девятого созыва 12 апреля 1978 года ввиду принятия Конституции СССР 1977 года.
Конституция РСФСР 1978 года в первоначальной редакции не изменила политической системы страны — Советы депутатов трудящихся стали называться Советами народных депутатов, срок полномочий Верховного Совета был увеличен с 4 до 5 лет, срок полномочий Советов народных депутатов — с 2 до 2,5 лет.

## Структура
По структуре и содержанию Конституция РСФСР 1978 года соответствовала новой Конституции СССР. В отличие от предыдущей Конституции новая Конституция РСФСР стала намного объёмнее и углубила систематизацию конституционных норм. Первый и второй разделы в целом соответствовали аналогичным разделам Конституции СССР. В третьем разделе «Национально-государственное и административно-территориальное устройство РСФСР» было закреплено административное деление РСФСР: в состав РСФСР входили 16 АССР, 5 автономных областей и 10 автономных округов.
Конституция содержала 11 разделов, 22 главы и 185 статей:
- I. Основы общественного строя и политики РСФСР (статьи 1—30)

- Глава 1. Политическая система (статьи 1—9)
- Глава 2. Экономическая система (статьи 10—18)
- Глава 3. Социальное развитие и культура (статьи 19—27)
- Глава 4. Внешнеполитическая деятельность и защита социалистического Отечества (статьи 28—30)

- II. Государство и личность (статьи 31—67)

- Глава 5. Гражданство РСФСР. Равноправие граждан (статьи 31—36)
- Глава 6. Основные права, свободы и обязанности граждан РСФСР (статьи 37—67)

- III. Национально-государственное и административно-территориальное устройство РСФСР (статьи 68—84)

- Глава 7. РСФСР — союзная республика в составе СССР (статьи 68—77)
- Глава 8. Автономная Советская Социалистическая Республика (статьи 78—81)
- Глава 9. Автономная область и автономный округ (статьи 82—84)

- IV. Советы народных депутатов РСФСР и порядок их избрания (статьи 85—103)

- Глава 10. Система и принципы деятельности Советов народных депутатов (статьи 85—90)
- Глава 11. Избирательная система (статьи 91—98)
- Глава 12. Народный депутат (статьи 99—103)

- V. Высшие органы государственной власти и управления РСФСР (статьи 104—130)

- Глава 13. Верховный Совет РСФСР (статьи 104—121)
- Глава 14. Совет Министров РСФСР (статьи 122—130)

- VI. Высшие органы государственной власти и управления автономной республики (статьи 131—136)

- Глава 15. Верховный Совет автономной республики (статьи 131—132)
- Глава 16. Совет Министров автономной республики (статьи 133—136)

- VII. Местные органы государственной власти и управления в РСФСР (статьи 137—151)

- Глава 17. Местные Советы народных депутатов (статьи 137—144)
- Глава 18. Исполнительные комитеты местных Советов народных депутатов (статьи 145—151)

- VIII. Государственный план экономического и социального развития РСФСР. Государственный бюджет РСФСР (статьи 152—162)

- Глава 19. Государственный план экономического и социального развития РСФСР (статьи 152—157)
- Глава 20. Государственный бюджет РСФСР (статьи 158—162)

- IX. Правосудие, арбитраж и прокурорский надзор (статьи 163—169)

- Глава 21. Суд и арбитраж (статьи 163—175)
- Глава 22. Прокуратура (статьи 176—179)

- X. Герб, флаг, гимн и столица РСФСР (статьи 180—183)
- XI. Действие конституции РСФСР и порядок её изменения (статьи 184—185).

Впоследствии структура неоднократно менялась в связи с поправками. По состоянию на 10 декабря 1992 года Конституция имела следующую структуру:
- I. Основы общественного строя и политики Российской Федерации (статьи 1—30)

- Глава 1. Политическая система (статьи 1—9)
- Глава 2. Экономическая система (статьи 10—15, 17—18)
- Глава 3. Социальное развитие и культура (статьи 19—25, 26—27)
- Глава 4. Внешнеполитическая деятельность и защита социалистического Отечества (статьи 28—30)

- II. Государство и личность (статьи 31—6711)

- Глава 5. Права и свободы человека и гражданина (статьи 31—673)
- Глава 6. Обязанности граждан Российской Федерации (статьи 674—6711)

- III. Национально-государственное и административно-территориальное устройство Российской Федерации (статьи 68—84)

- Глава 7. Российская Федерация — суверенное государство (статьи 68, 70, 71—72, 75)
- Глава 8. Республика в составе Российской Федерации (статьи 78—815)
- Глава 9. Автономная область и автономный округ (статьи 82—846)
- Глава 91. Край, область, город федерального значения в составе Российской Федерации (статьи 847—8415)

- IV. Советы народных депутатов Российской Федерации и порядок их избрания (статьи 85—103)

- Глава 10. Система и принципы деятельности Советов народных депутатов (статьи 85, 86, 861, 87, 90)
- Глава 11. Избирательная система (статьи 91—98)
- Глава 12. Народный депутат (статьи 99—103)

- V. Высшие органы государственной власти и управления Российской Федерации (статьи 104—130)

- Глава 13. Съезд народных депутатов Российской Федерации и Верховный Совет Российской Федерации (статьи 104—121)
- Глава 131. Президент Российской Федерации (статьи 1211—12111)
- Глава 14. Совет Министров Российской Федерации (статьи 122—125, 127—130)

- VI. Высшие органы государственной власти и управления республики в составе Российской Федерации (статьи 131—136)

- Глава 15. Съезд народных депутатов и Верховный Совет республики в составе Российской Федерации (статьи 131—132)
- Глава 151. Глава исполнительной власти (Президент) республики в составе Российской Федерации (статьи 1321—1322).
- Глава 16. Совет Министров республики в составе Российской Федерации (статьи 133—136)

- VI1. Органы государственной власти и управления края, области, автономной области, автономного округа и города федерального значения в составе Российской Федерации (статьи 1361—1366)

- Глава 161. Советы народных депутатов края, области, автономной области, автономного округа и города федерального значения в составе Российской Федерации (статьи 1361—1362)
- Глава 162. Краевая, областная администрация, администрация автономной области, автономного округа, города федерального значения (статьи 1363—1366)

- VII. Местное самоуправление в Российской Федерации (статьи 137—151)

- Глава 17. Местные Советы народных депутатов и органы территориального общественного самоуправления (статьи 138—145)
- Глава 18. Местная администрация (статьи 146—150)

- VIII. Государственный план экономического и социального развития Российской Федерации. Государственный бюджет Российской Федерации (статьи 152—162)

- Глава 19. Государственный план экономического и социального развития Российской Федерации (статьи 152—157)
- Глава 20. Государственный бюджет Российской Федерации (статьи 158, 160—162)

- IX. Правосудие и прокурорский надзор (статьи 163—179)

Глава 21. Судебная система Российской Федерации (статьи 163—174)
- Глава 22. Прокуратура (статьи 176—179)

- X. Герб, флаг, гимн и столица Российской Федерации (статьи 180—183)
- XI. Действие конституции Российской Федерации и порядок её изменения (статьи 184—185).

### Преамбула
В преамбуле в общем виде был оценен исторический путь, пройденный советским обществом за 60 лет после Октябрьской революции. Также в преамбуле было сказано, что Конституция сохраняет принципы предыдущих Конституций.
15 декабря 1990 года Съезд народных депутатов РСФСР утвердил новую редакцию преамбулы. В ней отмечалось, что Съезд, сознавая историческую ответственность за судьбу России, свидетельствуя уважение к правам всех народов СССР и выражая волю народов РСФСР, подтверждает государственный суверенитет республики и заявляет о своей решимости создать демократическое правовое государство в составе обновлённого СССР.
9 декабря 1992 года из преамбулы было исключено упоминание о СССР, добавлено указание на признание приоритета прав человека и гражданина РФ.

### Политическая система
Первый раздел Конституции закреплял общие принципы социалистического строя и основные черты развитого социалистического общества.
Статья 1 обозначала, что РСФСР «есть социалистическое общенародное государство, выражающее волю и интересы рабочих, крестьян, интеллигенции, трудящихся всех наций и народностей страны». 15 декабря 1990 года эта формулировка была отменена, вместо этого было установлено, что РСФСР «есть суверенное государство, созданное исторически объединившимися в нём народами».
21 апреля 1992 года к этой формулировке было добавлено указание о том, что РФ «есть суверенное федеративное государство…», «незыблемыми основами конституционного строя» которого являются народовластие, федерализм, республиканская форма правления. Наименования «Российская Федерация» и «Россия» Конституция объявляла равнозначными.
Статья 2 утверждала, что вся власть в РСФСР принадлежит народу, который осуществляет её через Советы. Все другие органы были подотчётны и подконтрольны Советам.
15 декабря 1990 года было установлено, что власть принадлежит «многонациональному народу РСФСР», а осуществляется им как через Советы, так и непосредственно.
Статья 3 определяла, что организация и деятельность РСФСР строятся в соответствии с принципом демократического централизма, и давала его характеристику.
21 апреля 1992 года эта статья была изложена в новой редакции, в соответствии с которой система государственной власти основана на принципах разделения властей и разделения полномочий между Федерацией и её субъектами, однако принципу разделения властей противоречила часть вторая статьи 104 Конституции, которая предоставляла Съезду народных депутатов право решать любой вопрос, отнесенный к ведению РФ (в несколько усеченном виде пункт 26 статьи 109 предоставлял его и Верховному Совету). Данное противоречие стало одной из причин кризиса власти, переросшего впоследствии в вооруженный конфликт между двумя её ветвями. Впрочем, ещё в августе 1993 года Верховный Совет разработал проект закона о поправках в конституцию, который должен был исключить указанные пункты о полновластии Съезда и парламента. Председатель Комитета ВС по конституционному законодательству Владимир Исаков утверждал, что часть вторая статьи 104 и пункт 26 статьи 109 ни разу не применялись.
Статья 5 предусматривала возможность проведения референдумов и всенародных обсуждений по «наиболее важным вопросам государственной жизни», однако перечень этих вопросов не указывался.
9 декабря 1992 года Съезд народных депутатов РФ определил, что проведение всенародных обсуждений и референдумов производится «в порядке, установленном Конституцией и законами Российской Федерации».
Основания проведения референдума были определены в Конституции ранее: Законом РСФСР от 15 декабря 1990 года № 423-I было предусмотрено, что Верховный Совет РСФСР объявляет всероссийский референдум, назначенный по решению Съезда народных депутатов РСФСР или по требованию не менее чем одного миллиона граждан РСФСР, либо не менее одной трети от общего числа народных депутатов РСФСР; при этом само назначение (а не объявление) референдума осталось в числе исключительных полномочий Съезда.
Статья 6 законодательно закрепляла руководящую и направляющую роль КПСС, являвшейся ядром политической системы советского общества. Законодательно закреплялась важная роль в политической системе профсоюзов, комсомола и других массовых общественных организаций, что было значительным отличием от прежних Конституций: в Конституции 1937 года ВКП(б) была «руководящим ядром всех организаций трудящихся, как общественных, так и государственных» (ст. 130), а в Конституции 1925 года и Конституции 1918 года партия не упоминалась вовсе.
16 июня 1990 года однопартийная система в РСФСР была отменена, при этом Съезд не оставил в новой редакции статьи какого бы то ни было упоминания о КПСС (в отличие от союзной поправки 14 марта 1990 года).
Статья 9 утверждала, что основным направлением развития политической системы советского общества является дальнейшее развёртывание социалистической демократии, под которым подразумевалось: расширение участия граждан в управлении государством, совершенствование государственного аппарата, повышение активности общественных организаций, усиление народного контроля, укрепление правовой основы государственной и общественной жизни, расширение гласности, постоянный учёт общественного мнения. Эта статья, как и ряд других, действовала в первоначальной редакции вплоть до принятия Конституции 1993 года.

### Экономическая система
Содержащаяся в главе 2 статья 10 зафиксировала, что основу экономической системы РСФСР составляет социалистическая собственность на средства производства, существующая в двух формах: государственная (общенародная) и колхозно-кооперативная.
15 декабря 1990 года в новой редакции этой статьи было провозглашено, что «право собственности в РСФСР защищено законом», а 9 декабря 1992 года было установлено, что в Российской Федерации признаются и защищаются следующие её формы: частная (юридических лиц и граждан), коллективная (общая совместная, общая долевая), государственная, муниципальная и собственность общественных объединений.
Статья 16 провозглашала экономику РСФСР составной частью экономики СССР и закрепляла принцип государственного планирования экономики, вместе с тем предполагая сочетание централизованного управления с хозяйственной самостоятельностью и инициативой предприятий, использование хозяйственного расчёта, прибыли, себестоимости и других экономических рычагов и стимулов. V Съездом народных депутатов РСФСР в октябре-ноябре 1991 года эта статья была исключена.

### Органы власти
В новой Конституции был введен новый Раздел IV — «Советы народных депутатов РСФСР и порядок их избрания», где была закреплена вся система Советов, увеличен срок полномочий Верховных Советов с 4 до 5 лет, местных Советов — с 2 до 2,5 лет.
Закреплялся также уже существовавший в прежней Конституции принцип всеобщего, равного, прямого избирательного права при тайном голосовании. При этом, согласно статье 92, был снижен возраст пассивного избирательного права в Советы до 18 лет.
Раздел V закреплял положения о высших государственных органах власти — Верховном Совете (глава 13) и Совете Министров РСФСР (глава 14). Содержащаяся в этом разделе статья 104 предоставляла Верховному Совету (а с 27 октября 1989 года — Съезду народных депутатов) РСФСР всю полноту государственной власти; к исключительным полномочиям ВС РСФСР относилось (по первоначальной редакции): принятие Конституции и законов РСФСР, внесение в них изменений; представление на утверждение Верховного Совета СССР образования новых автономных республик и автономных областей в составе РСФСР; утверждение государственных планов экономического и социального развития РСФСР, государственного бюджета РСФСР и отчетов об их выполнении; образование подотчетных ему органов.
27 октября 1989 года были введены нормы о Съезде народных депутатов РСФСР (новая редакция главы 13), а 24 мая 1991 года — отдельная глава 131 о Президенте РСФСР.
В разделе VI были обозначены органы власти автономных республик, где высшими государственными органами власти являлись Верховные Советы (а с 27 октября 1989 года — и Съезды народных депутатов) и Советы Министров республик.
1 ноября 1991 года была введена глава о президентах республик РСФСР (глава 151), а 21 апреля 1992 года — отдельный раздел VI1, в котором были установлены органы исполнительной (администрация) и законодательной (Совет народных депутатов) власти краёв, областей, автономных областей и округов, городов федерального значения (последние стали охватываться этой главой с принятием соответствующих поправок 9 декабря 1992 года).

## Поправки
До 1989 года Конституция РСФСР находилась в полной неприкосновенности, даже малые поправки, — например, аналогичные июньским поправкам 1981 года в Конституцию СССР 1977 года, — не вносились. Вопрос о необходимости изменения Конституции РСФСР впервые встал лишь в 1988—1989 годах в связи с изменением политической системы в результате Перестройки и необходимостью приведения российского Основного Закона в соответствие с новой редакцией Конституции СССР.
В течение 1989-1992 годов было принято 11 законов о поправках в Конституцию РСФСР (3 до провозглашения государственного сувернитета РСФСР и 8 после):
| №                                                                          | Номер закона              | Дата принятия   | Краткое содержание |
| -------------------------------------------------------------------------- | ------------------------- | --------------- | --- |
| 1                                                                          | Закон РСФСР от 27.10.1989 | 27 октября 1989 | Высшим органом государственной власти становился Съезд народных депутатов, избираемый сроком на 5 лет на основе всеобщего, равного и прямого избирательного права при тайном голосовании гражданами старше 18 лет. Но Съезд не был постоянным органом — он собирался раз в год. Съездом народных депутатов избирался Верховный Совет РСФСР, собиравшийся на сессии дважды в год и осуществлявший полномочия законодательного органа власти между съездами. Верховный Совет теперь состоял из двух (а не одной, как это было в 1938—1990 годах) палат — Совета Национальностей и Совета Республики, организацию их работы обеспечивал Президиум Верховного Совета. Функции высшего должностного лица РСФСР осуществлял Председатель Верховного Совета. |
| 2                                                                          | № 14-I                    | 31 мая 1990     | Число избираемых Съездом заместителей, — не считая Первого заместителя, — Председателя ВС РСФСР увеличено с одного до трёх. |
| 3                                                                          | № 38-I                    | 16 июня 1990    | Установлена многопартийная система в РСФСР. В отличие от союзного закона, новая редакция 6-й статьи Конституции РСФСР не упоминала о КПСС. |
| После провозглашения государственного суверенитета РСФСР 12 июня 1990 года |                           |                 | |
| 4                                                                          | № 423-I                   | 15 декабря 1990 | - Внесена статья о государственном сувернитете РСФСР. - Изменена экономическая система Российской Федерации (разрешена частная собственность, хотя сам термин «частная собственность» тогда в Конституции не появился), создан Конституционный Суд РСФСР, введена должность Генерального прокурора РСФСР, назначаемого ВС РСФСР и утверждаемого Съездом. - Закреплялось республиканское гражданство РСФСР, из статей о политических правах граждан РСФСР были исключены положения о том, что эти права должны служить «интересам народа» и целям «укрепления и развития социалистического строя», «коммунистического строительства» - Гарантировалась свобода совести и вероисповеданий. - Была изъята обязанность граждан «беречь и укреплять социалистическую собственность», «бороться с хищениями и расточительством государственного и общественного имущества, бережно относиться к народному добру». - В статье 57-й об обязанности соблюдения законов на первое место была поставлена Конституция РСФСР (ранее — Конституция СССР). - За РСФСР российским Съездом было конституционно закреплено право приостановления действия союзных актов, «ущемляющих суверенные права РСФСР» на территории РСФСР (ранее провозглашенное в Декларации о государственном суверенитете). - Автономные области вошли в РСФСР непосредственно, а за автономными округами закреплена возможность входить в край, область (то есть они могли непосредственно войти в РСФСР по своему желанию). - Исключена необходимость при разработке госпланов РСФСР исходить из госплана СССР; бюджет РСФСР выведен из бюджета Союза ССР. - Упразднялись органы народного контроля (что закрепляло соответствующее постановление первого Съезда) и (в одностороннем порядке) союзно-республиканские министерства, а также так и не сформированный Комитет конституционного надзора РСФСР. |
| 5                                                                          | № 1326-I                  | 24 мая 1991     | - Утвержден закон «О Президенте РСФСР», принятый Верховным Советом РСФСР 17 марта 1991 года. Закон вводил должность Президента (к которому переходили функции высшего должностного лица РСФСР и главы исполнительной власти), самостоятельно формирующего правительство РСФСР (лишь на назначение Председателя Совмина требовалось согласие Верховного Совета РСФСР и утверждение его Съездом народных депутатов РСФСР), руководящего его деятельностью и правомочного приостанавливать акты нижестоящих исполнительных органов в случае их противоречия Конституции и законам РСФСР (хотя последнее право было сохранено и за Правительством РСФСР). - Совет Министров был лишен статуса высшего органа власти и стал подотчётен только президенту. - Автономные советские социалистические республики были переименованы в советские социалистические республики в составе РСФСР. - Упразднялась система государственного арбитража, заменённая системой арбитражных судов. |
| 6                                                                          | № 1329-I                  | 24 мая 1991     | Городские, сельские и поселковые Советы объявлены органами местного самоуправления, что противоречило статье 145 Конституции СССР, согласно которой Советы народных депутатов являлись не «органами местного самоуправления», а «органами государственной власти в автономных областях, автономных округах, краях, областях, районах, городах, районах в городах, поселках, сельских населенных пунктах и других административно-территориальных единицах». |
| 7                                                                          | № 1540-I                  | 3 июля 1991     | На основании делегированных полномочий Верховным Советом РСФСР в конституцию были внесена поправка, преобразовавшая Адыгейскую, Горно-Алтайскую, Карачаево-Черкесскую и Хакасскую автономные области в Советские Социалистические Республики в составе РСФСР, что не соответствовало статье 87 Конституции СССР, в которой эти республики продолжали быть автономными областями РСФСР. Также этот закон противоречил п. 2 Постановления Съезда народных депутатов РСФСР от 5 мая 1991 года «О перераспределении полномочий между высшими государственными органами РСФСР для осуществления антикризисных мер и выполнения решений Съездов народных депутатов РСФСР», где говорилось, что делегированные Верховному Совету РСФСР полномочия Съезда не могут быть использованы, среди прочего, и для изменения национально-государственного устройства РСФСР. Данный закон утвержден Съездом не был, а указанные изменения административно-территориального устройства были утверждены им в другом законе в апреле 1992 года. |
| 8                                                                          | № 1827-I                  | 1 ноября 1991   | - Утвержден государственный флаг РСФСР. - Учрежден пост президента в каждой республике. - Президиум ВС РСФСР лишался права давать согласие на лишение депутатской неприкосновенности (это право от него передавалось Съезду); избрание Верховного Совета РСФСР Съездом стало называться формированием, а в Совет Национальностей теперь могли входить и депутаты от территориальных округов. - Гимн РСФСР стал утверждаться Верховным Советом РСФСР (что отражало практику: 23 ноября 1990 года Государственный гимн РСФСР — «Патриотическая песня» М. И. Глинки — был утвержден именно Верховным Советом). - Закреплялась возможность суда с участием присяжных заседателей. - Была исключена статья 16 Конституции, определявшая экономику РСФСР как часть экономики СССР. |
| 9                                                                          | № 2708-I                  | 21 апреля 1992  | - Из Конституции были почти повсеместно исключены положения о вхождении России в состав СССР, однако Съезд народных депутатов не стал рассматривать вопрос о полном исключении из Конституции упоминания о Конституции и законах СССР; так, например, они продолжали упоминаться в части 2 статьи 4. - Наименование государства было изменено на «Российская Федерация — Россия» (оба эти наименования были объявлены равноправными). - Закон закреплял прямой перечень незыблемых основ конституционного строя — народовластие, федерализм, республиканская форма правления, разделение властей. - Закреплялось, что система государственной власти в РФ основана на принципах разделения законодательной, исполнительной и судебной властей, а также разграничения предметов ведения и полномочий между Российской Федерацией, составляющими её республиками, краями, областями, автономными областями, автономными округами и местным самоуправлением. - Поправка расширяла круг действия указов Президента РСФСР: имевшееся ранее указание, что указы издаются на основании и во исполнение Конституции РСФСР и законов РСФСР, решений Съезда народных депутатов РСФСР и Верховного Совета РСФСР было отменено (теперь Президент издавал свои акты по вопросам, отнесенным к его ведению), что позволяло Президенту не дожидаться издания закона, на основе которого будет издан указ. - Из названия некоторых республик были исключены слова «советская социалистическая». - Конституция (Основной Закон) РСФСР стала называться Конституцией (Основным Законом) Российской Федерации — России. - В данной редакции из Конституции были повсеместно исключены упоминания о социализме. - Был существенно пересмотрен каталог прав, свобод и обязанностей человека и гражданина, причем некоторые права закреплялись в российской Конституции впервые. - В конституцию были внесены положения о Республике Адыгея, Республике Горный Алтай, Карачаево-Черкесской ССР и Республике Хакасия. В текст основного закона внесено города Санкт-Петербург вместо Ленинграда, а также заменены названия областей: Нижегородская область вместо Горьковской, Тверская область вместо Калининской, Самарская область вместо Куйбышевская. - Председатель Верховного Совета России был наделён полномочиями вести переговоры и подписывать соглашения между законодательными органами (парламентами) Российской Федерации и суверенных государств. - Также в Конституцию были включены положения Федеративного договора от 31 марта 1992 года (ст. 72, ст. ст. 811—815, 841—816 и глава 91), а сам договор стал приложением к конституции.                                                                    |
| 10                                                                         | № 4061-I                  | 9 декабря 1992  | - Из преамбулы было исключено упоминание об СССР и включено упоминание о признании приоритета прав человека и гражданина. - Из статьи 7, где говорилось, что политические партии, общественные организации и массовые движения действуют в рамках закона, было исключено упоминание о Конституции и законах СССР. - Включено указание об иных (помимо республик) субъектах Федерации, акты которых должны соблюдаться партиями, организациями и движениями. - Запрещено создание не предусмотренных Конституцией и законами Российской Федерации структур власти и незаконных вооружённых формирований. - Закреплено положение о недопустимости свержения конституционного строя и нарушении целостности Российской Федерации. - Введено положение о том, что собственность в следующих её формах: частной (понятие частной собственности в Конституции появлялось впервые и включало собственность юридических лиц и граждан), коллективной (общей совместная, общей долевой), государственной, муниципальной и собственности общественных объединений — признаётся и защищается. - Запрещалось использование собственности в целях, противоречащих интересам общества, правам и свободам других граждан. - Смягчены ограничения по обороту земельных участков. - Было исключено упоминание о Вооружённых Силах СССР. - Города республиканского подчинения (Москва, Санкт-Петербург) были преобразованы в города федерального значения. - Верховный Совет был наделён правом давать согласия на назначение на должность министра иностранных дел, министра обороны, министра безопасности, министра внутренних дел; назначать председателя Центрального банка; обеспечивать совместно с Верховными Советами республик в составе Российской Федерации соответствие Конституций республик в составе Российской Федерации Конституции Российской Федерации. - Президент был наделён полномочиями Верховного главнокомандующего Вооружёнными Силами Российской Федерации, назначать на должность и освобождать от должности высших должностных лиц Вооружённых Сил Российской Федерации и присваивать высшие воинские звания в порядке, определяемом законом. - Совет Министров стал подотчётен не только президенту, но и Съезду народных депутатов и Верховному Совету, как это было до мая 1991 года. Также было установлено, что в случае невозможности исполнения полномочий Президента Российской Федерации вице-президентом Российской Федерации они переходят последовательно к Председателю Совета Министров Российской Федерации, Председателю Верховного Совета Российской Федерации. - Закреплено положение о избрании судей Конституционный суд РФ съездом и введены нормы о мировых судьях. |
| 11                                                                         | № 4071-1                  | 10 декабря 1992 | Внесена поправка, разделяющая Чечено-Ингушскую АССР на Ингушскую Республику и Чеченскую Республику. |

## Конституционный кризис и принятие новой Конституции
Конституция Российской Федерации, установившая новые основы построения российской государственности после распада СССР, была принята 12 декабря 1993 года по результатам всенародного голосования (проголосовало только 1/3 населения страны, 58 % из которых проголосовали «за»), проведённого в соответствии с Указом Президента России от 15 октября 1993 года № 1633 «О проведении всенародного голосования по проекту Конституции Российской Федерации». Конституция Российской Федерации 1993 года вступила в силу в день её опубликования в «Российской газете» — 25 декабря 1993 года.

## Органические законы на основе Конституции 1978 года
- Закон РСФСР «О выборах в Верховный Совет РСФСР» от 8 августа 1978 года
- Закон РСФСР «О Совете Министров РСФСР» от 3 августа 1979 года
- Закон РСФСР «О выборах в местные советы народных депутатов РСФСР» от 3 августа 1979 года
- Закон РСФСР «О краевом, областном совете народных депутатов РСФСР» от 20 ноября 1980 года
- Закон РСФСР «Об автономных округах РСФСР» от 20 ноября 1980 года
- Закон РСФСР «О выборах районных (городских) народных судов РСФСР» от 8 июля 1981 года
- Закон РСФСР «О порядке отзывов народных судей и народных заседателей районных (городских) народных судов РСФСР» от 8 июля 1981 года

## Органические законы на основе Конституции 1978 года в редакции 1989 года
- Закон РСФСР «О выборах народных депутатов РСФСР» от 27 октября 1989 года
- Закон РСФСР «О выборах народных депутатов местных советов народных депутатов РСФСР» от 27 октября 1989 года
- Закон РСФСР «О республиканских министерствах и государственных комитетах РСФСР» от 14 июля 1990 года
- Закон РСФСР «О статусе народного депутата местного совета народных депутатов РСФСР» от 30 октября 1990 года
- Закон РСФСР «О статусе народного депутата РСФСР» от 15 октября 1990 года
- Закон РСФСР «О порядке отзыва народного депутата РСФСР» от 17 мая 1991 года

## Органические законы на основе Конституции 1978 года в редакции от 15 декабря 1990
- Закон РСФСР «О Конституционном Суде РСФСР» от 6 апреля 1991 года

## Органические законы на основе Конституции 1978 года в редакции от 24 мая 1991 года
- Закон РСФСР «О вступлении в должность Президента РСФСР» от 27 июня 1991 года